# Кеменов Володимир Семенович
Володимир Семенович Кеменов (1908—1988) — радянський історик мистецтва і державний діяч, дослідник творчості В. І. Сурікова. Доктор мистецтвознавства, академік АХ СРСР (1954). З 1966 року — віце-президент Академії мистецтв СРСР.
У 1954-1956 роках — заступник міністра культури СРСР. У 1956-1958 роках — постійний представник УРСР при ЮНЕСКО.

## Біографія
Народився 20 травня (2 червня) 1908 року в Катеринославі (нині Дніпро, Україна). Його батько Семен Миколайович був залізничним машиністом, згодом майстром паровозних майстерень, мати Наталія Володимирівна − шкільною вчителькою.
Навчався в 1-му МГУ на мистецтвознавчому відділенні літературного факультету (1928-1930), був аспірантом Державної академії мистецтвознавства (1930-1933).
Рано продемонстрував неабиякий талант організатора, який йому досить швидко вдається застосувати на практиці. Після закінчення Московського університету він почав читати лекції в Гітісі та інших столичних вузах (1933-1938). В цей же час він співпрацював з Асоціацією художників революції (АХР), яка відстоювала принципи реалістичного мистецтва. В 1931 році в журналі «За пролетарське мистецтво» — друкованому органі АХРа — вийшла стаття Кеменова, в якій він виступив на захист соціалістичного реалізму.
У 1938-1940 роках — директор Державної Третьяковської галереї (ГТГ). Член ВКП(б) з 1939 року. В 1940-1948 роках голова правління ВОКС. У 1939-1953 — учений секретар комітету по Сталінських премій.
У березні 1949 року присуджено науковий ступінь кандидата мистецтвознавства. В цей же час він почав роботу в АН СРСР, де став одним з найближчих помічників директора Інституту історії мистецтв академіка В. Е. Грабаря. Дійсний член АХ СРСР (1954).
У 1954-1956 роках — заступник міністра культури СРСР. У 1956-1958 роках — постійний представник УРСР при ЮНЕСКО. У 1958 році В. С. Кеменов захистив дисертацію на здобуття наукового ступеня доктора мистецтвознавства за темою «Історичний живопис В. І. Сурікова 70-80-х років» (опублікована у вигляді монографії в 1963 році; перевидання 1987). З 1960 року завідував сектором сучасного зарубіжного мистецтва Інституту історії мистецтв.
З 1966 року — віце-президент Академії мистецтв. 22 роки пропрацював на посаді віце-президента АХ СРСР, очолював іноземний відділ Академії, під його керівництвом були налагоджені зв'язки з багатьма найбільшими художниками світу. В архівному фонді В. С. Кеменова в Музеї-садибі в. І. Сурікова зберігається листування Кеменова кінця 1940-х — початку 1980-х років, серед кореспондентів вченого були В. Е. Грабар, А. Н. Турунов, В. Д. Бонч-Бруєвич, Б. Б. Кафенгауз, Б. Я. Ряузов, Л. П. Греченко та інші.
Помер 14 червня 1988 року. Похований в Москві на Кунцевському кладовищі.

## Наукова та громадська діяльність
Основні роботи В.С. Кеменова присвячені боротьбі течій у сучасному мистецтві та естетиці, проблемама класичного російського і зарубіжного, а також радянського мистецтва. Як пише сучасний дослідник Іван Черкасов, для В.С. Кеменова — радянського мистецтвознавця — марксистське розуміння історії та естетики не було ширмою. Він щиро приймав радянську ідеологію і працював у її руслі, а часом шукав виправдання тим творам Сурікова, які вступали в конфлікт з цією ідеологією (релігійна творчість Сурікова, образ Олександра III у свідомості і роботах художника). Щира любов до художника і захоплення його талантом не завжди відповідали нормам радянського мистецтвознавства, тому матеріали про деяких суріковські роботи так і не були опубліковані. Це стосується, наприклад, малюнка в «Коронаційній збірці Олександра III» 1883 р.: «Урочистий обхід навколо храму Христа Спасителя», для аналізу якого Кеменов зібрав необхідний матеріал.
Протягом життя Володимир Кеменов був не тільки істориком мистецтва, але і художнім критиком. Як критик він працював у руслі партійної (ВКПб/КПРС) політики. Кампанія проти формалізму й натуралізму в мистецтві, розпочата в середині 1930‑х років, сприяла його швидкому кар'єрному зростанню. У 1936-1937 роках передові статті Кеменова в газеті «Правда» послужили сигналом до цькування митців і художніх критиків, що відхилилися  від чіткої партійної лінії.
У 1940 році він сам мало не став жертвою доносу, в результаті якого було проведено розслідування проти групи літературних критиків, очолюваних вчителем Кеменова — М. А. Ліфшицем. Відбулася реструктуризація відділу культури газети «Правда», був заарештований Георгій Лукач — найближчий соратник Ліфшиця, також був закритий журнал «Літературний критик». Як пише у своєму есе світоглядний противник Кеменова Сергій Фофанов, «Здатність Кеменова чуйно реагувати на будь-які зміни у владних колах і вміння підлаштовуватися під нові умови допомогли йому не тільки уникнути розправи, але навіть зміцнити свої позиції.
Протягом 1940-х років В. С. Кеменов перебував у постійному контакті з А. А. Ждановим, Р. М. Маленковим і В. М. Молотовим. 21 лютого 1946 року він був запрошений в Кремль на зустріч зі Сталіним. За своє довге життя він займав практично всі ключові пости у СРСР, що стосувалися питань культури, і при цьому завжди вмів залишатися в тіні».

### Родина
Першим шлюбом був одружений на Ангеліні Борисівні Кеменовой, літературознавця (1918 — ?). Її портрет, написаний П. П. Кончаловським, зберігається в Волгоградському музеї образотворчих мистецтв. У шлюбі народилися сини Андрій (нар. 1944) і Олексій (1949-1999). Олексій у 1990 році — радіокоментатор на Першій програмі Всесоюзного радіо, у 1993-1995 роках — парламентський радіожурналіст.
Після розлучення у 1962 році одружився з Людмилою Георгіївною Крамаренко (1929-2016), ‒ художньою критикинею, мистецтвознавицею, пізніше докторкою мистецтвознавства, академіком РАХ, фахівчинею з декоративно-прикладного мистецтва. У 1989 році вдова В. С. Кеменова передала частину архіву вченого Музею-садибі в. І. Сурікова. У 2011-2012 роках було сформовано особовий архівний фонд В. С. Кеменова, що включає 81 одиницю зберігання.

## Твори
- Против буржуазного искусства и искусствознания / Под ред. И. Э. Грабаря и В. С. Кеменова. М.:Изд-во Академии Наук СССР, 1951;
- Об объективном характере законов реалистического искусства. М.: Знание, 1954;
- Статьи об искусстве, М., 1956;
- Против абстракционизма. В спорах о реализме. Л.: Художник РСФСР, 1963.
- «Историческая живопись Сурикова». 1870—1880-е гг., М., 1963;
- «Против абстракционизма. В спорах о реализме». Сб. ст., 2 изд., М., 1969;
- «Картины Веласкеса», М., 1969.
- «Веласкес в музеях СССР» (1979)

## Нагороди та премії
- заслужений діяч мистецтв РРФСР (1968)
- Державна премія СРСР (1980) — за книги «Картини Веласкеса», «Веласкес в музеях СРСР»
- медалі